# گیتبال
گیتبال (به ژاپنی: ゲ ー ト ボ ー ル هپبورن: gētobōru) یک ورزش گروهی و نوعی بازی گوی و حلقه است. این یک بازی است که بدون تماس با بازیکنان دیگر انجام می‌شود و در دستهٔ بازی‌های استراتژیک قرار می‌گیرد که می‌تواند توسط هرکس با هر سنی انجام شود.